# Zona béntica
La zona béntica es la región ecológica en el nivel más bajo de un cuerpo de agua, como un océano o un lago, incluyendo la superficie del sedimento y de algunas capas del subsuelo. Los organismos que viven en esta zona se llaman bentos. Por lo general, viven en estrecha relación con la parte inferior del substrato, y muchos de dichos organismos están permanentemente sujetos por su parte inferior. La capa superficial del suelo que recubre la masa de agua, la capa del límite bentónico, es una parte integral de la zona bentónica, ya que influye en gran medida la actividad biológica que tiene lugar allí. Ejemplos de las capas del suelo contacto incluyen fondos de arena, rocas, corales y lodos en las bahía.

## Descripción
La región bentónica o béntica comienza en la línea de costa (zona intermareal) y se extiende hacia abajo a lo largo de la superficie de la plataforma continental acabando en la zona abisal. La plataforma continental es una zona de suave pendiente bentónica que se extiende fuera de la masa de tierra. En el borde de la plataforma continental, por lo general a unos 200 metros de profundidad, el gradiente aumenta y se conoce como talud continental. El talud continental desciende hasta lo más profundo del mar. Esta zona llana en aguas profundas se llama llanura abisal y suele estar a unos 4.000 metros de profundidad. El fondo del océano no es plano, formado por cordilleras submarinas y fosas oceánicas profundas, y se conoce como zona abisal.
En comparación, la zona pelágica es el término descriptivo para la región ecológica por encima del bentos, incluyendo toda la columna de agua hasta la superficie. Dependiendo del tipo de masa de agua, la zona bentónica puede incluir áreas que están sólo a unos cuantos centímetros por debajo de la superficie, como en un arroyo o un estanque de poca profundidad. En el otro extremo del espectro, bentos del mar profundo incluye los fondos de la zona abisal.

## Habitantes

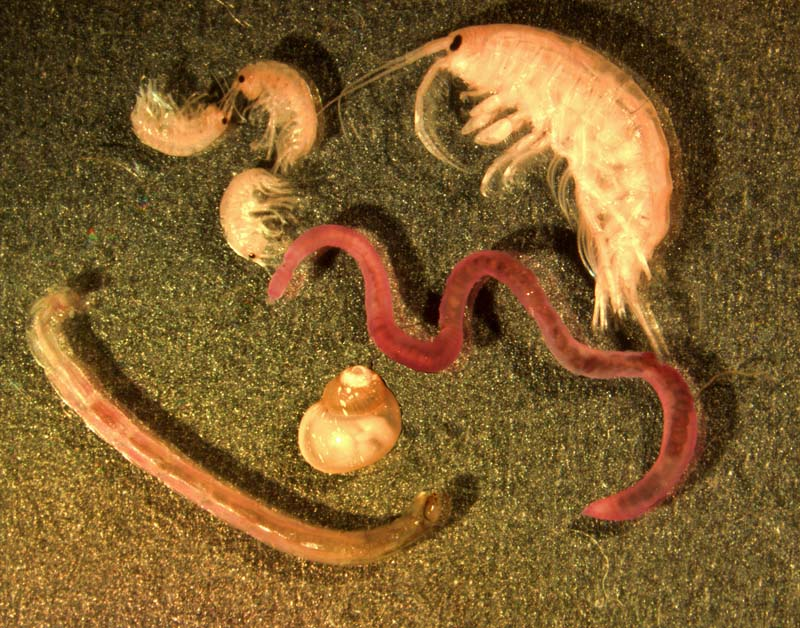
Organismos típicos de la zona béntica.

Los animales que viven en las zonas más profundas de los océanos son los característicos de la zona afótica. Generalmente, estos incluyen formas de vida que toleran temperaturas bajas y bajos niveles de oxígeno, pero esto depende de la profundidad de la masa de agua.
En los ambientes oceánicos, la profundidad es la que caracteriza a los hábitats bénticos. Desde la más superficial a la más profunda son: la epipelágica (menos de 200 metros), la mesopelágica (200-1.000 metros), la batial (1,000 a 4.000 metros), la abisal (4000-6000 m) y la más profunda, la hadal (más de 6.000 metros).
Las zonas más profundas se encuentran a gran presión. Debido a estas altas presiones y al aislamiento, ni los cambios en la marea, ni los impactos humanos han tenido mucho efecto en estas áreas, y los hábitats no han cambiado mucho en los últimos años. Muchos organismos bentónicos han conservado sus características de la evolución histórica. Algunos organismos son significativamente más grandes que sus parientes que viven en zonas menos profundas, en gran parte debido a la mayor concentración de oxígeno en aguas profundas. 
No es fácil caracterizar y ni observar a estos organismos y sus hábitats, y la mayoría de observaciones se ha hecho a través de submarinos controlados a distancia.
Para obtener información sobre los animales que viven en las zonas más profundas de los océanos ver la zona afótica. Generalmente, estos incluyen las formas de vida que toleran temperaturas frescas y los bajos niveles de oxígeno, pero esto depende de la profundidad del agua.